# Vajilla

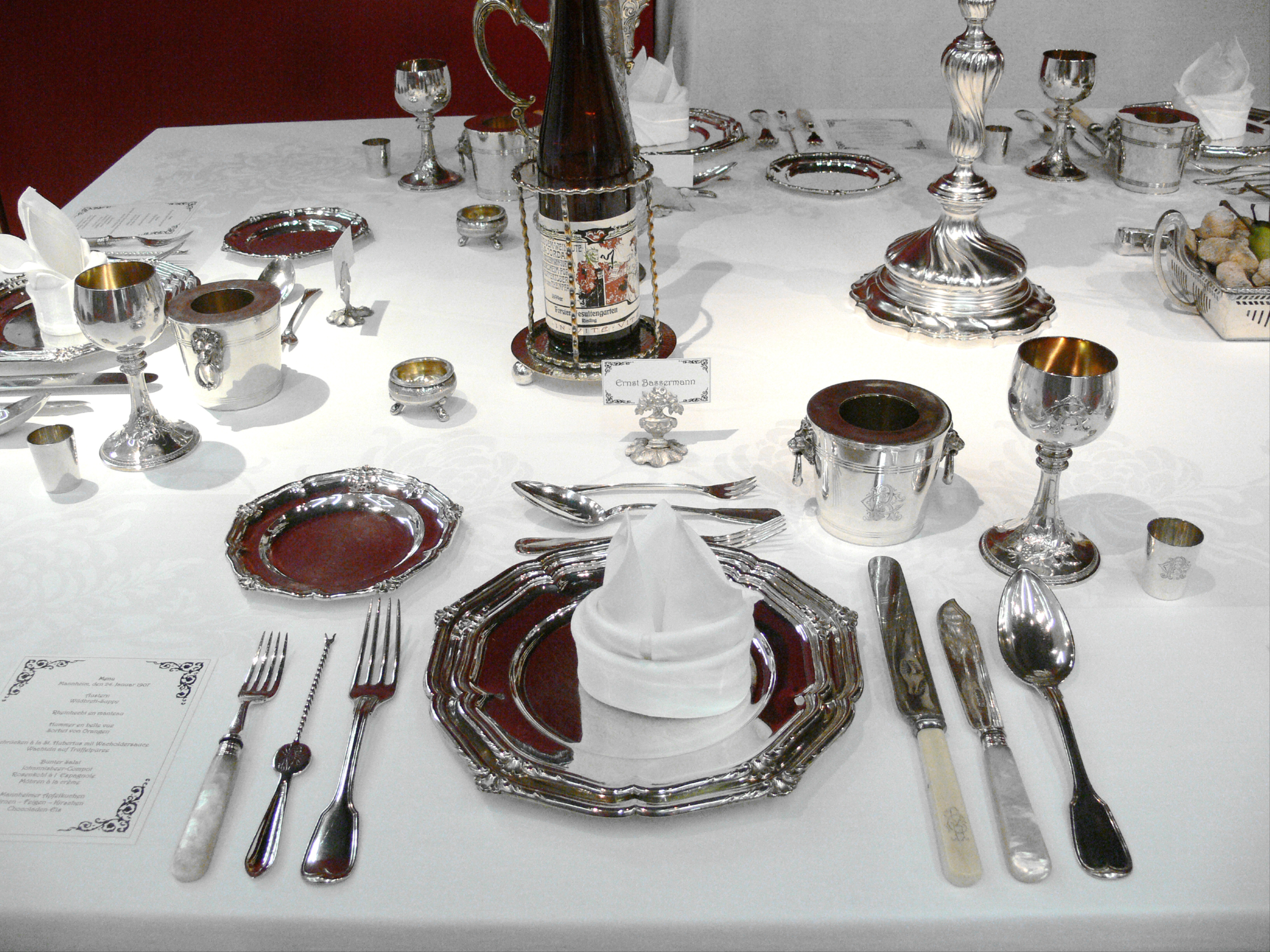
Vajilla

La vajilla (del latín vascella, pl. neutro de vascellum, «vasito») es el conjunto de utensilios que se utilizan para el servicio de la mesa, es decir, trasladar, servir y permitir ingerir la comida.

## Componentes
Componentes de la vajilla son los platos, los vasos y las fuentes, realizados habitualmente en materiales cerámicos como loza o porcelana, también en vidrio y, más raramente, en metal, plástico o madera. A veces también los cubiertos, realizados casi siempre en metal, son considerados parte de la vajilla, pero en realidad pertenecen a la cubertería.

### Platos
La vajilla contiene en su formato más simple los siguientes platos:
- Platos hondos - ideales para servir líquidos (caldos, sopas) o alimentos fluidos (potajes, cocidos)
- Platos llanos - ideales para servir platos más ligeros y poco cargados
- Platos de postre - ideales para servir porciones pequeñas.

### Complementos
A ellos se añaden numerosos elementos complementarios según el tamaño de la vajilla:
- Tazas
  - Tazas de té
  - Tazas de café
  - Tazas de consomé.
- Recipientes
  - Salseras
  - Soperas
  - Fuentes.
- Otros platos
  - Platos para pan
  - Platillos para tazas
  - Platos para guarniciones.

## Historia

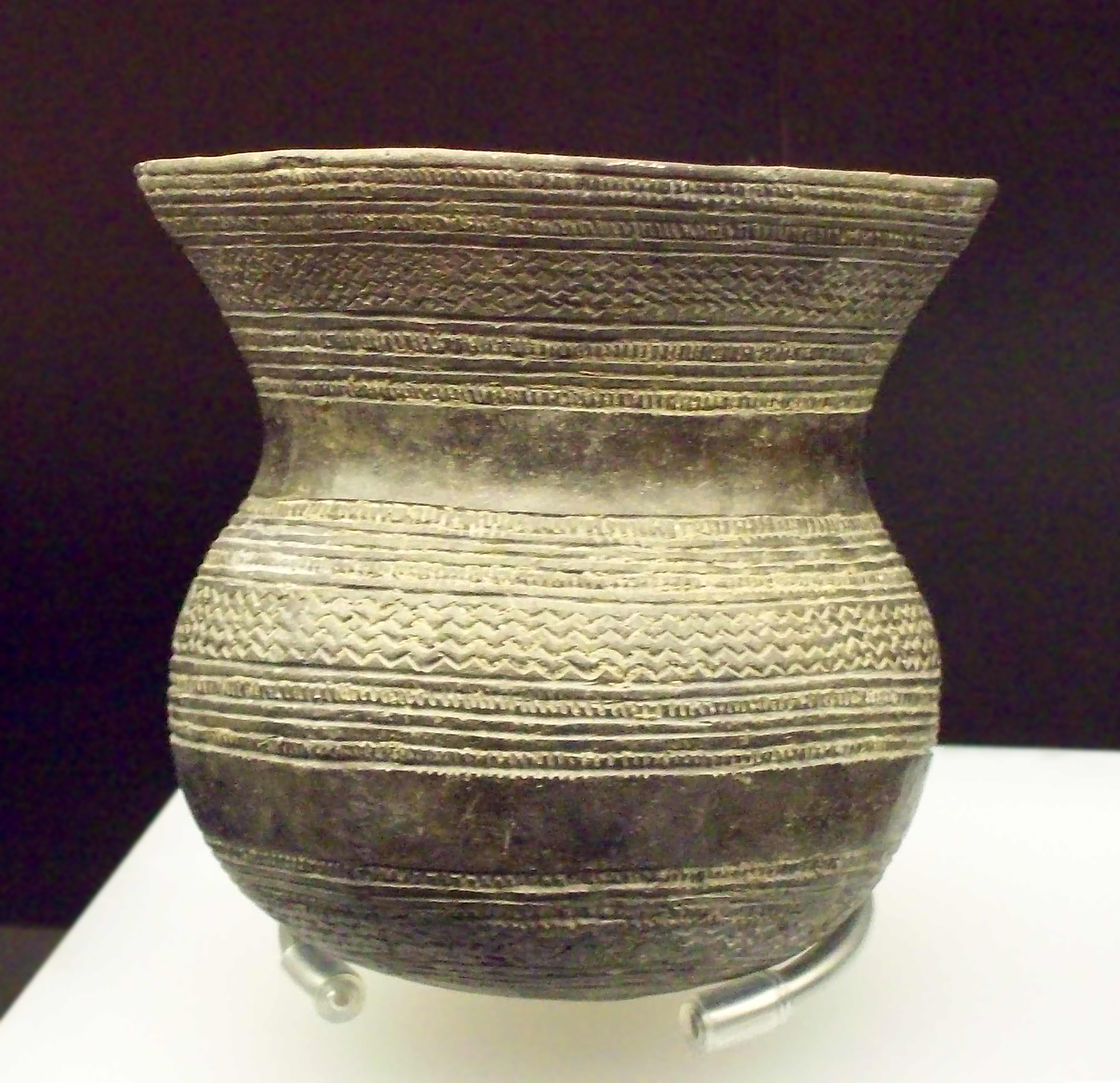
Vaso campaniforme de Ciempozuelos.

La cultura del vaso campaniforme fue una civilización prehistórica de principios de la Edad del Bronce datada entre el 2200 a. C. y el 1900 a. C. que desarrolló unas vasijas o vasos de cerámica con forma acampanada y profusamente decorada que se ha encontrado, generalmente en contextos funerarios, en buena parte de Europa, ya que se extendió por Gran Bretaña, Irlanda, Países Bajos, centro de Europa y del oeste del mar Mediterráneo. 
La unificación de la cultura de Europa se dio en el tránsito del tercero al segundo milenio a. C. se explica en el seno del clima de interacción comercial creado por unas élites ávidas de bienes de prestigio, entre los que se encontraba el vaso campaniforme. Se interpretaría como representativo de una moda, una vajilla de lujo usada por las élites europeas en ceremonias sociales en las que se asocia a la bebida, empleada también en pactos políticos, transmisión de conocimientos o alianzas matrimoniales. El recipiente se sabe que sirvió para beber cerveza o hidromiel, según el análisis de los posos de la pieza escocesa de Ashgrove. Es posible que a través de las reuniones sociales se extendiese hacia Europa occidental.

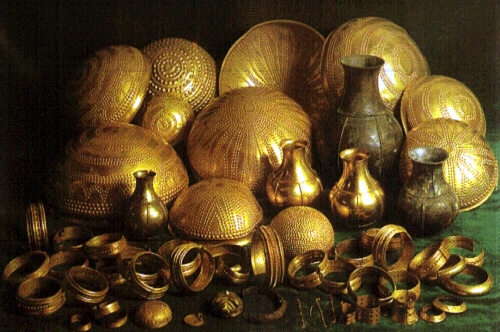
Tesoro de Villena.

En la Edad del Bronce europea ya existen ricas vajillas metálicas, como la incluida en el tesoro de Villena, o el de las Tumbas Reales de Micenas en Grecia, donde destacan los hallazgos arqueológicos de vajilla cerámica micénica, jarras, cántaros, cráteras, jarrones (llamados de «copa de cava» por su forma), y de metal (principalmente de bronce), como trípodes, barreños, lámparas.
En Asiria y Persia, también se documentan hallazgos de vajillas de oro y plata, o los vasos o platos asirios de bronce en Numrudi (con relieves de figuras dispuestas en zonas concéntricas) y las tazas, copas y adornos del mismo metal del palacio de Senaquerib (en Koyundjik), guardados en el Museo Británico.

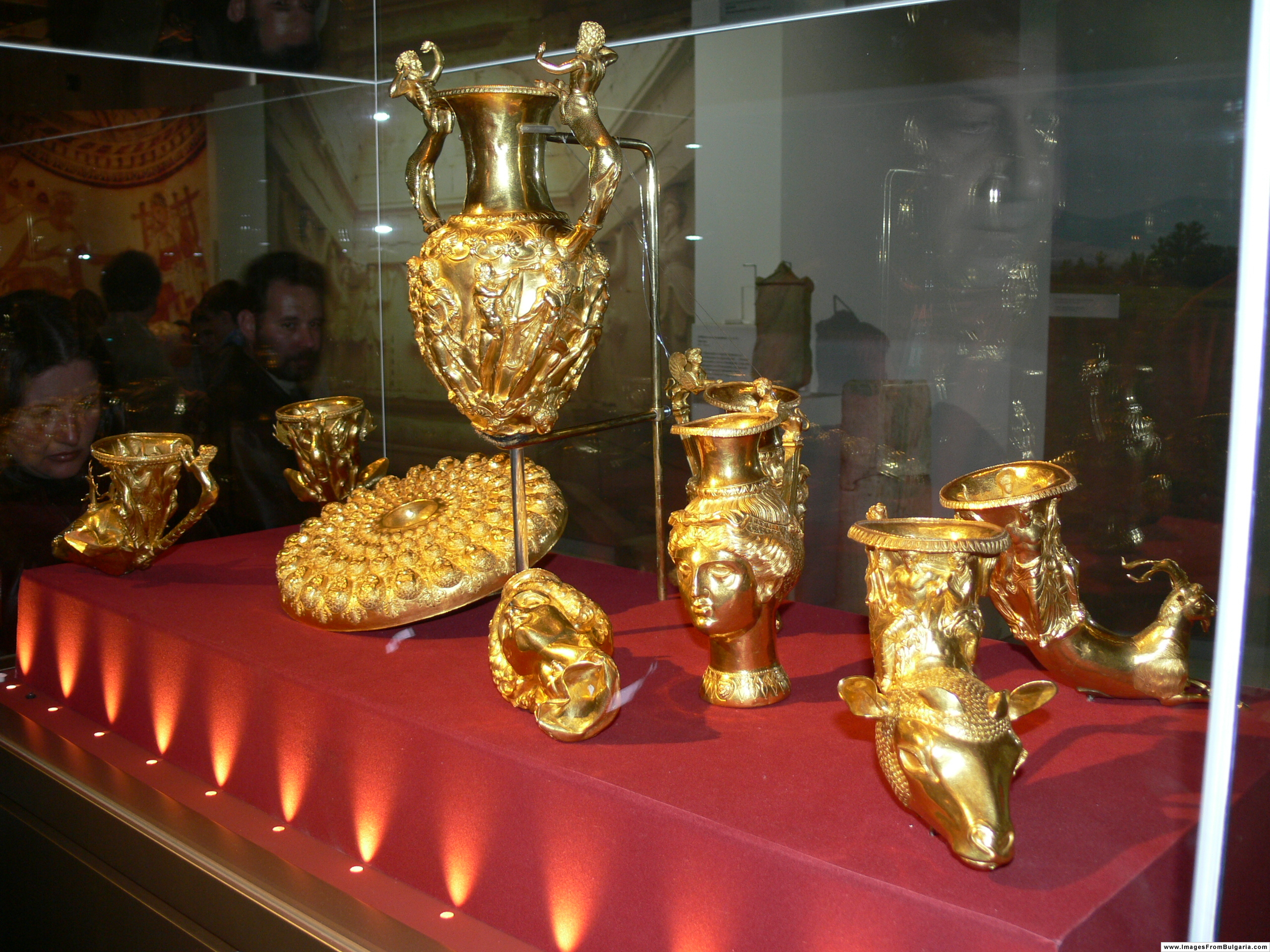
Tesoro de Panagiurište.

Se ha datado el tesoro hallado en Panagiurište, entre el 300 y 280 a. C. En la necrópolis del distrito búlgaro de Plovdiv, se descubrió en 1949 uno de los más célebres servicios de mesa de la antigüedad, enteramente formado por una vajilla de oro. Entre los objetos encontrados figuran tres jarras (rhytones) en forma de cabeza femenina y un gran plato con cabezas repetidas en hileras concéntricas, en torno a un círculo de bellotas, de las que salen motivos vegetales que cubren todo el fondo. El plato debe haber sido realizado en Lámpsaco, colonia focense de los Dardanelos, porque figura la indicación del peso y es como el de esta ciudad.
En el arte ibérico, el término cerámica ibérica suele referirse en primera instancia a la cerámica ibérica pintada, que es una vajilla fina decorada con motivos geométricos, florales o humanos de color rojo vinoso. Los territorios de la actual provincia de Albacete son especialmente pródigos en cuanto a hallazgos de muestras diversas de arte. En orfebrería, destaca el llamado Tesoro de Abengibre, que contiene un conjunto de vajilla de plata con inscripciones iberas.
En el mundo romano, entre las mejores y más celebradas piezas de orfebrería clásica (aunque ya de origen romano) que por reflejar muchas de ellas el más refinado arte griego se las juzga también en parte griegas, son las del tesoro de Hildesheim. Se consideran como pertenecientes al botín de guerra obtenido por los germanos al destrozar las legiones de Publio Quintilio Varo (año 9) y entre sus hermosas vajillas y diferentes utensilios de plata (pasan de setenta las piezas del tesoro) están la célebre Pátera de Minerva con la figura de esta diosa sentada y la gran crátera de 30 libras romanas de peso, ambas con figuras repujadas y finamente cinceladas.

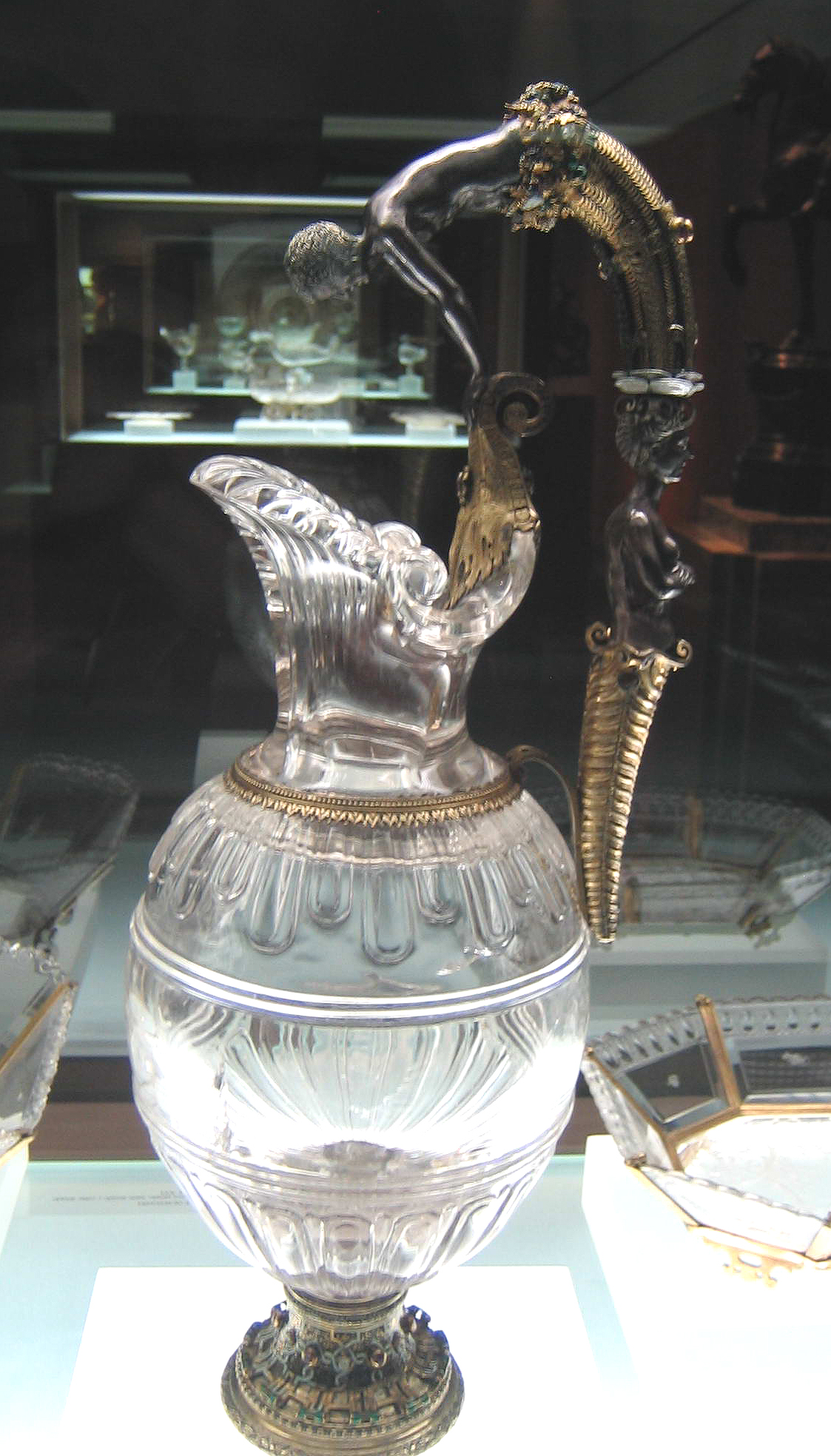
Jarro del del Tesoro del Delfín (Museo del Prado).

De la época cristiana primitiva nos quedan los vasos de vidrio dorado que debieron servir para el altar y para la celebración de los ágapes. Estos vasos y otros vidrios semejantes en forma de disco se componen de dos láminas entre las cuales se extiende otra delgadísima de oro que lleva pintadas o grabadas figuras cristianas e inscripciones y de aquí les viene el nombre de aureográficos.
Formando parte de la artesanía española del vidrio, se conocen varias copas y jarritas esmaltadas y doradas que imitan a las de Venecia y del siglo XVI y del siglo XVII hay en las colecciones de los museos algunas botellas o jarras de vidrio verde que llevan una multitud de asas alrededor del cuello y están adornadas con rizados y otros apéndices de la misma pasta o de distinto color a la veneciana y otros vasos o vajillas de mesa con menos adornos. Del siglo XVIII datan algunos platos con una especie de redecilla formada por filetes o cordoncillos blancos (los lacticinios) o rizos azules.

## Color
Las vajillas se pueden adquirir en diversos colores y formatos si bien el blanco y beige se consideran sobrios y elegantes. Por otra parte, están muy extendidos los platos blancos con cenefas decorativas exteriores.